# Adam Tadija Blagojević
Adam Tadija Blagojević vagy magyarosan Blagoevich Ádám Tádé (1745 vagy 1746 – Bécs, 1797 után) magyarországi horvát földbirtokos, író.
Valkóváron, Szlavóniában született, tanulmányainak végeztével saját művelését tűzvén ki célul, hazáját illető több munkát írt horvát nyelven:
- Piesnik-putnik, nikei dogadjai pervo i posle puta Josipa II. Bécs, 1771
- Predika od jedinstva ú keřstianstvu sverhu evang. Joan. pag. 17. red. 20. 21. recsena. Uo. 1773 (A kereszténység egységéről való prédikáczió, németből ford.)
- Khinki, nikoj Kókhinkhinezianski dagodjagi drugina zemljam hasnoviti. Uo. 1771
- Izkušani nauk, kakose ovce krozdobra upravljanje. Pozsony, 1774 (Tapasztalati juhtenyésztés, németből ford.)